# Hajmanowa Mohyła

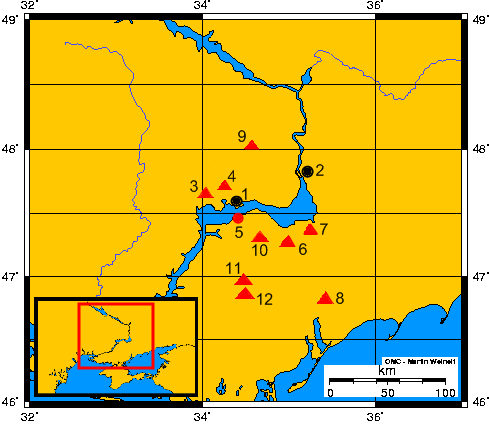
Stolica Scytów Grodzisko Kamjanśke i tzw. królewskie kurhany scytyjskie nad dolnym Dnieprem:
1) Nikopol (współczesne miasto)
2) Zaporoże (współczesne miasto)
3) Towsta Mohyła (kurhan)
4) Czortomłyk (kurhan)
5) Grodzisko Kamjanśke
6) Sołocha (kurhan)
7) Hajmanowa Mohyła (kurhan)
8) Kurhan Melitopolski
9) Kurhan Aleksandropolski
10) Wełyka Cymbałka (kurhan)
11) Kozieł (kurhan)
12) Oguz (kurhan)

Hajmanowa Mohyła – kurhan scytyjski z 2 połowy IV wieku p.n.e., odkryty w 1969 w rejonie wasiliewskim zaporoskiego obwodu Ukrainy.
Należy do najbogatszych (tzw. królewskich) kurhanów scytyjskich, kryjących pochówki królów i członków ich rodzin.
Wysokość jego wynosiła 9 m, a średnica – 70 m. Nasyp był otoczony kamiennym wzmocnieniem. Do komory grobowej prowadziły 2 wejściowe jamy, w których odkryto resztki powozów, zakrywających wejście do dromosu.
Komora grobowa, owalna o powierzchni 16 m², zawierała nisze w północnej i południowej ścianie. Centralna jej część i południowa nisza były obrabowane jeszcze w starożytności. W komorze, zawierającej 4 pochówki (2 męskie i 2 żeńskie, w tym władcy i jego żony), natrafiono na bogate wyposażenie, m.in. broń, ozdoby odzieży i sarkofagu (złote blaszki z wyobrażeniami zwierząt), obuwie (skórzane buciki ze złotymi blaszkami), biżuterię, amfory oraz naczynia brązowe, w tym kocioł. W sumie samych złotych ozdób było 250 sztuk. Odkryto także 2 szkielety niewolników i szkielet konia. W skrytce grobowca, w zachodniej części komory pod podłogą, odnaleziono kilka srebrnych naczyń, w tym 2 rytony zakończone główkami barana i lwa oraz najbardziej interesującą, srebrną, pozłacaną czarę z reliefowymi wyobrażeniami Scytów, w tym 2 brodatych władców scytyjskich. Oprócz tego znajdowały się tam resztki kilku drewnianych naczyń, obitych złotymi blaszkami w kształcie jeleni i winorośli.